# Georges Garnier
Georges Garnier (1878 – 1936) va ser un futbolista francès que va prendre part en els Jocs Olímpics de París de 1900, on guanyà la medalla de plata com a membre de la selecció francesa, representada per la Union des sociétés françaises de sports athlétiques.
En el seu palmarès també destaca el campionat de la vila de París de 1896, 1899 i 1900 i sis edicions de la Copa Manier, de 1897 a 1901 i el 1903.